# Mary Petersová
Mary Elizabeth Petersová (* 6. července 1939 Merseyside) je bývalá britská atletka, olympijská vítězka v pětiboji.

## Sportovní kariéra
Poprvé startovala na olympiádě v Tokiu v roce 1964, kde v pětiboji skončila čtvrtá. O čtyři roky později v Mexiku obsadila deváté místo. Jejím největším úspěchem bylo vítězství v pětiboji na olympiádě v Mnichově v roce 1972.